# Parc national de Gibraltar Range
Le parc national de Gibraltar Range (en anglais : Gibraltar Range National Park) est un parc naturel d'Australie.
Il est situé en Nouvelle-Galles du Sud à 493 km au nord de Sydney et à 79 km au nord-est de Glen Innes dans la chaine du même nom dans la région des Northern Tablelands en Nouvelle-Angleterre au nord-est de la Nouvelle-Galles du Sud. Il fait partie du site du patrimoine mondial des forêts humides Gondwana de l'Australie.
Il est situé entre le parc national Nymboida au Sud et le parc national Washpool au Nord, eux aussi dans la Gibraltar Range.